# Notropis scabriceps
Notropis scabriceps är en fiskart som först beskrevs av Edward Drinker Cope, 1868.  Notropis scabriceps ingår i släktet Notropis och familjen karpfiskar. Inga underarter finns listade i Catalogue of Life.